# Metaleptobasis foreli
Metaleptobasis foreli – gatunek ważki z rodziny łątkowatych (Coenagrionidae). Występuje w północnej Ameryce Południowej (Wenezuela i Kolumbia) i Ameryce Centralnej (Kostaryka i Panama – tę populację opisano jako osobny gatunek M. westfalli, obecnie na World Odonata List traktowany jako synonim M. foreli).